# Naturschutzgebiet Königsbüscher Wäldchen
Das Naturschutzgebiet Königsbüscher Wäldchen (NSG-Kennung BO-005) mit einer Größe von 13 ha liegt im südöstlichen Bereich des Bochumer Stadtgebietes.  Es liegt im Stadtteil Bochum-Querenburg zwischen der Ruhr-Universität Bochum und dem Klärwerk Oelbachtal. Westlich befindet sich das Waldstück Kalwes, weiter südlich der Kemnader See.

## Gebietsbeschreibung
Das Königsbüscher Wäldchen ist laut Fachinformationsdienst des Landesamtes für Natur, Umwelt und Verbraucherschutz in NRW  ein Gebiet in einem

„bewaldeten, von West nach Ost verlaufenden Siepen mit zwei von Norden einmündenden Seitensiepen, angrenzende Waldbereiche und aus brachgefallenen und verbuschten Grünlandflächen hervorgegangene Gebüsche und Vorwälder. Der aus drei Quellbächen mit dichten Milzkrautfluren gespeiste sehr naturnahe Bachlauf ist 1-2 m breit und läuft im Osten in ein Großseggenried und Röhrichtbestände aus.(...)
Älterer, meist naturnaher Buchen- und Eichenwald mit Althölzern (bis 90 cm Stammdurchmesser), kleinflächig auch Eschenwald, nimmt knapp die Hälfte des Gebietes ein. Im Westen runden zwei jüngere Eichenaufforstungen, im Osten eine weitere, intensiv genutzte Mähwiese und zwei verbuschte Grünland- bzw. Gartenbrachen mit einem jungem Feldahorngehölz, eingelagerten Baumreihen und mehreren Einzelbäumen dieses überaus reich strukturierte Gebiet ab.
Wertgebend für das Gebiet sind die naturnahen Laubwälder mit hohem Alt- und Totholzanteil, der naturnahe Quellbach mit bbegleitenden Sickerquellbereichen und die zum Teil ried- oder röhrichtartig ausgebildeten Feuchtbrachen.(...) Das Gebiet ist aufgrund der naturnahen Quell- und Bachlebensräume, der wertvollen Feuchtbereiche, der naturnahen Laubwälder und des hohen Strukturreichtums auch für den Biotopverbund von herausragender Bedeutung.
Schutzziel:
Erhaltung von bodenständig bestockten, altholzreichen Laubwäldern mit wertvollen Quellbächen, naturnahen Bachläufen, Röhrichten und Seggenbeständen sowie angrenzenden, reich strukturierten Grünlandbereichen als Lebensraum für eine Vielzahl von Tier- und Pflanzenarten.“

Die Biologischen Station östliches Ruhrgebiet fand bei Kartierungen im Jahr 2020 u. a. folgende Tier- und Pflanzenarten:
Ringelnatter, Feuersalamander, Breitblättriger Rohrkolben, Rippenfarn, Breitblättrige Stendelwurz, Schneeglöckchen und Wohlriechendes Veilchen oder Duftveilchen.

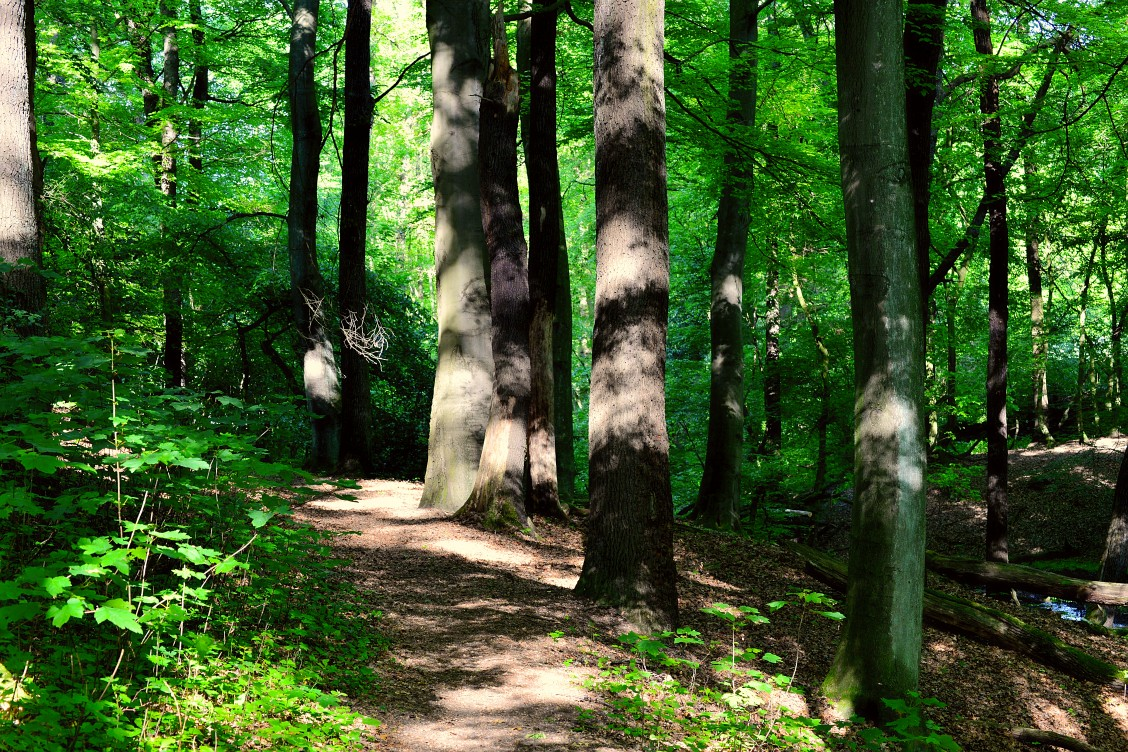
Hauptweg durch das NSG
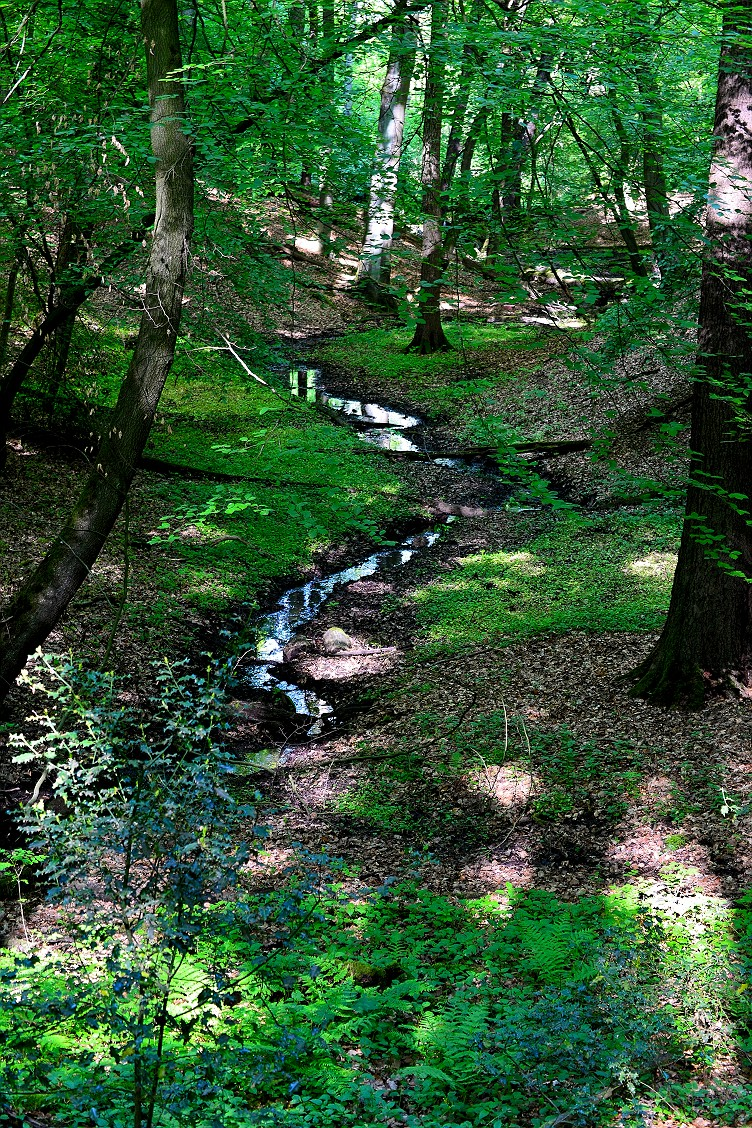
Bach mit Quelle im NSG
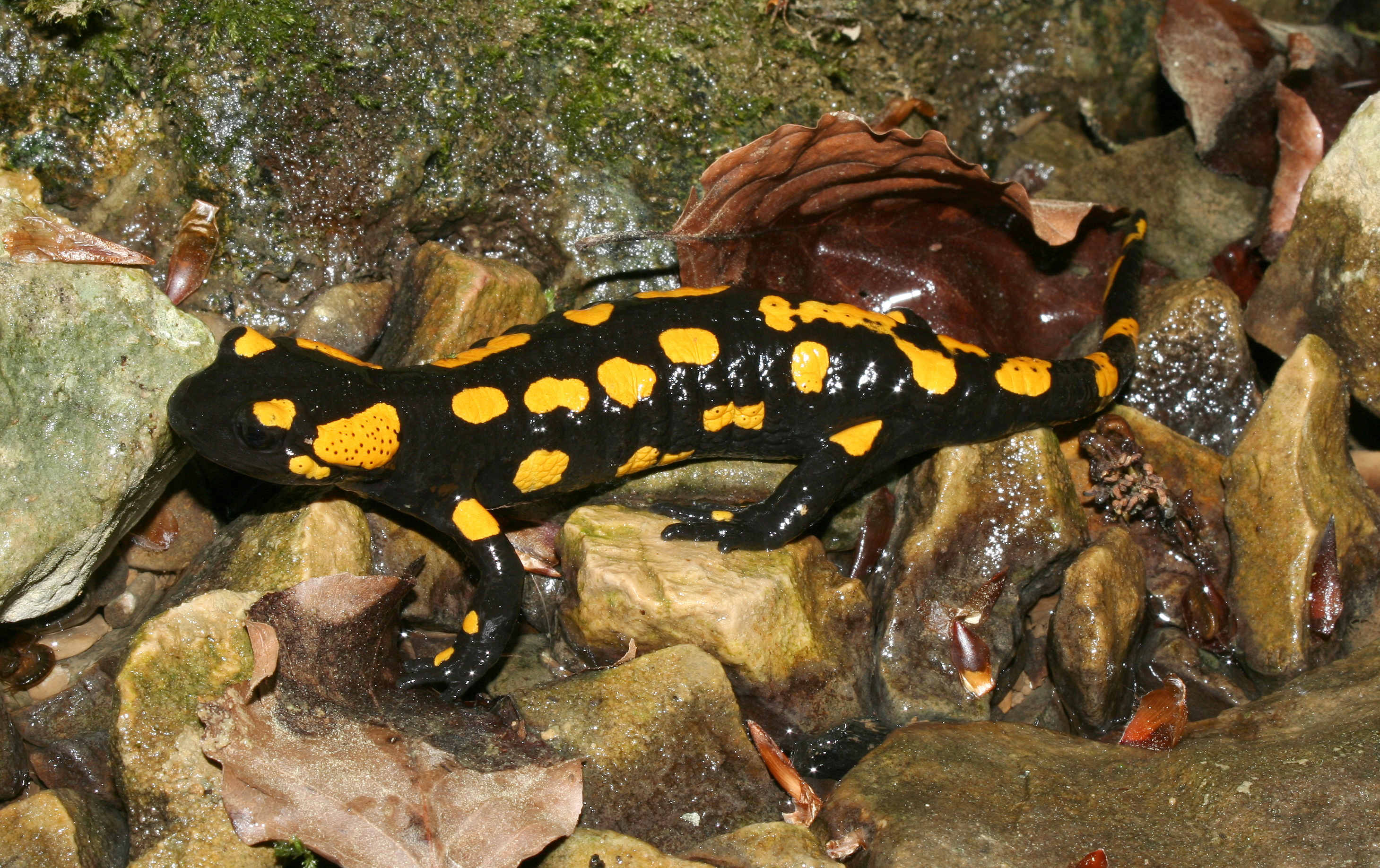
Feuersalamander
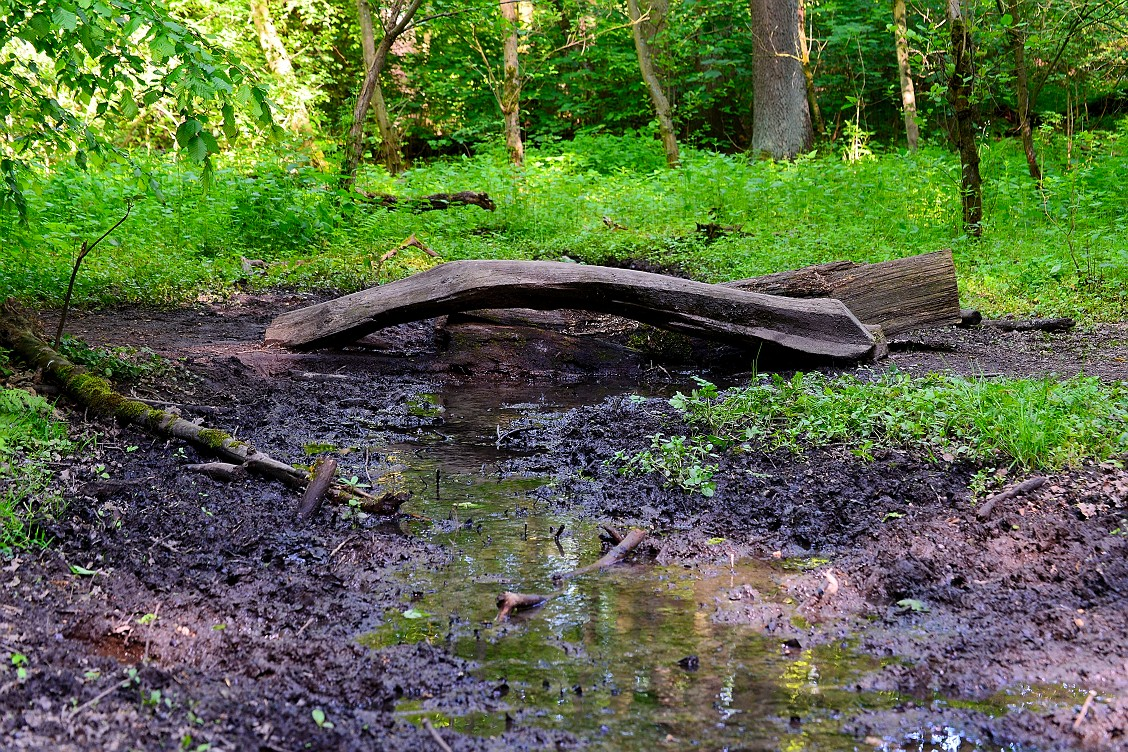
Bachlauf mit „Totholz-Brücke“
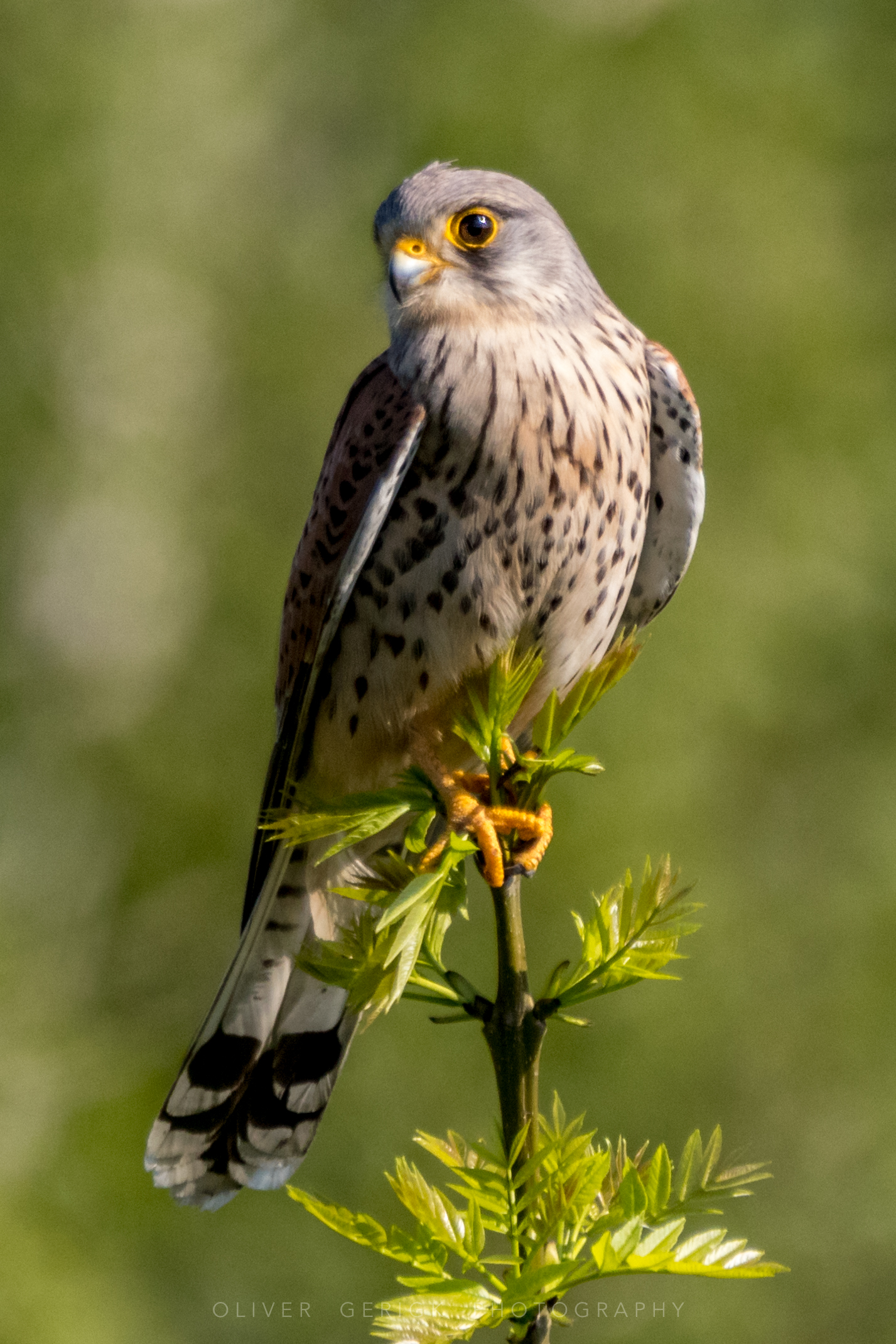
Turmfalke im NSG
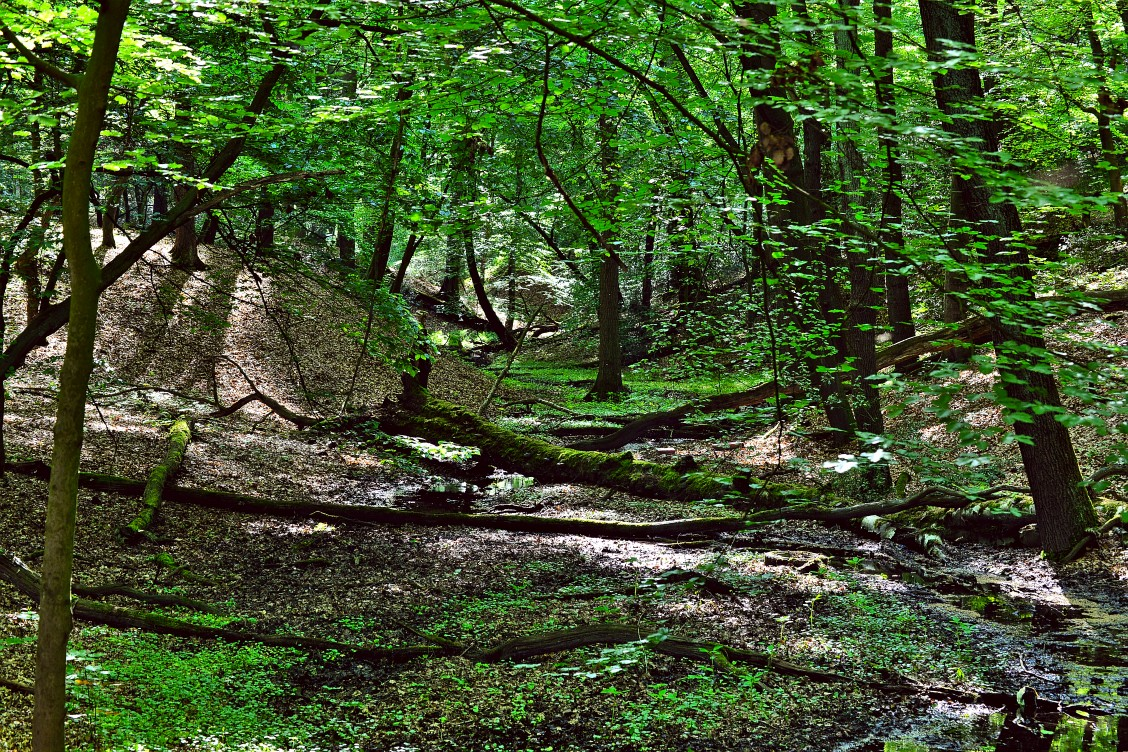
Totholz – wichtig für Insekten und Vögel
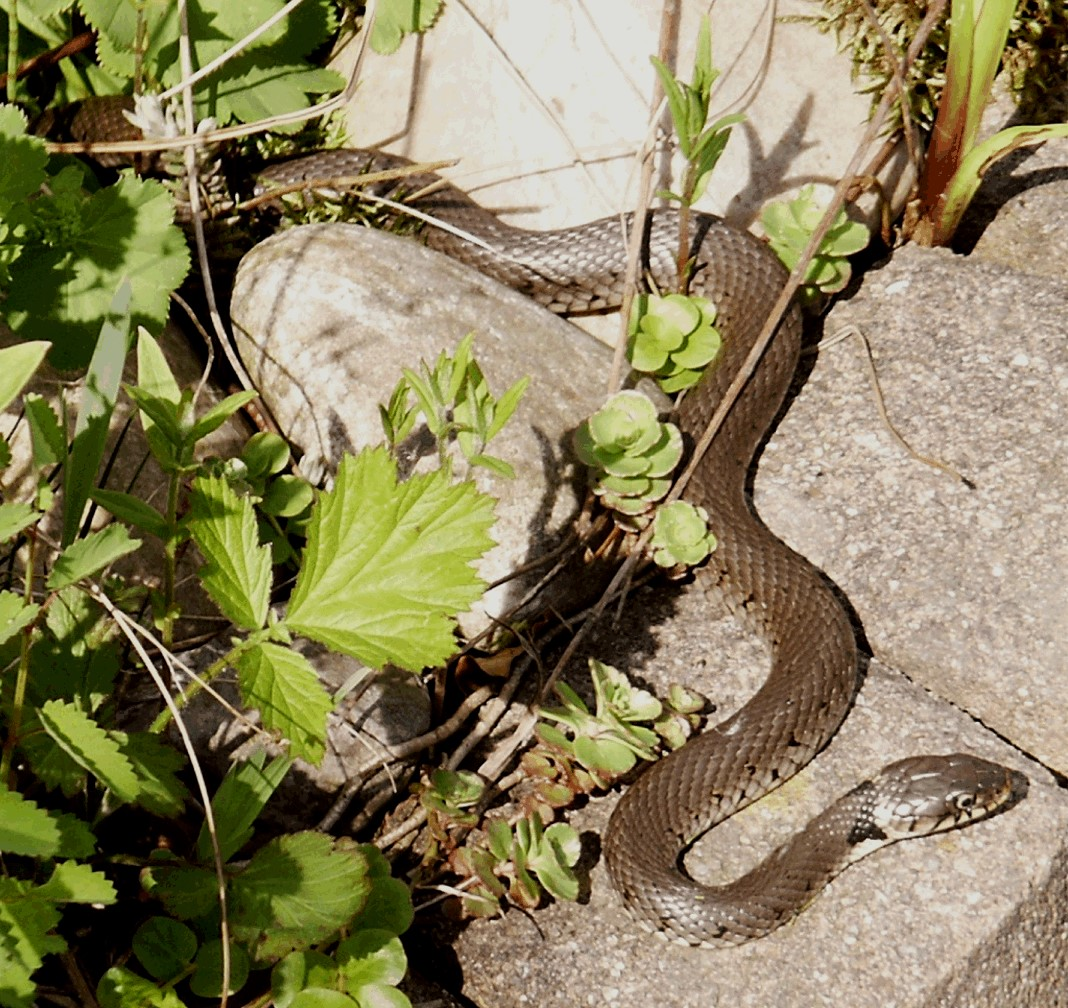
Ringelnatter
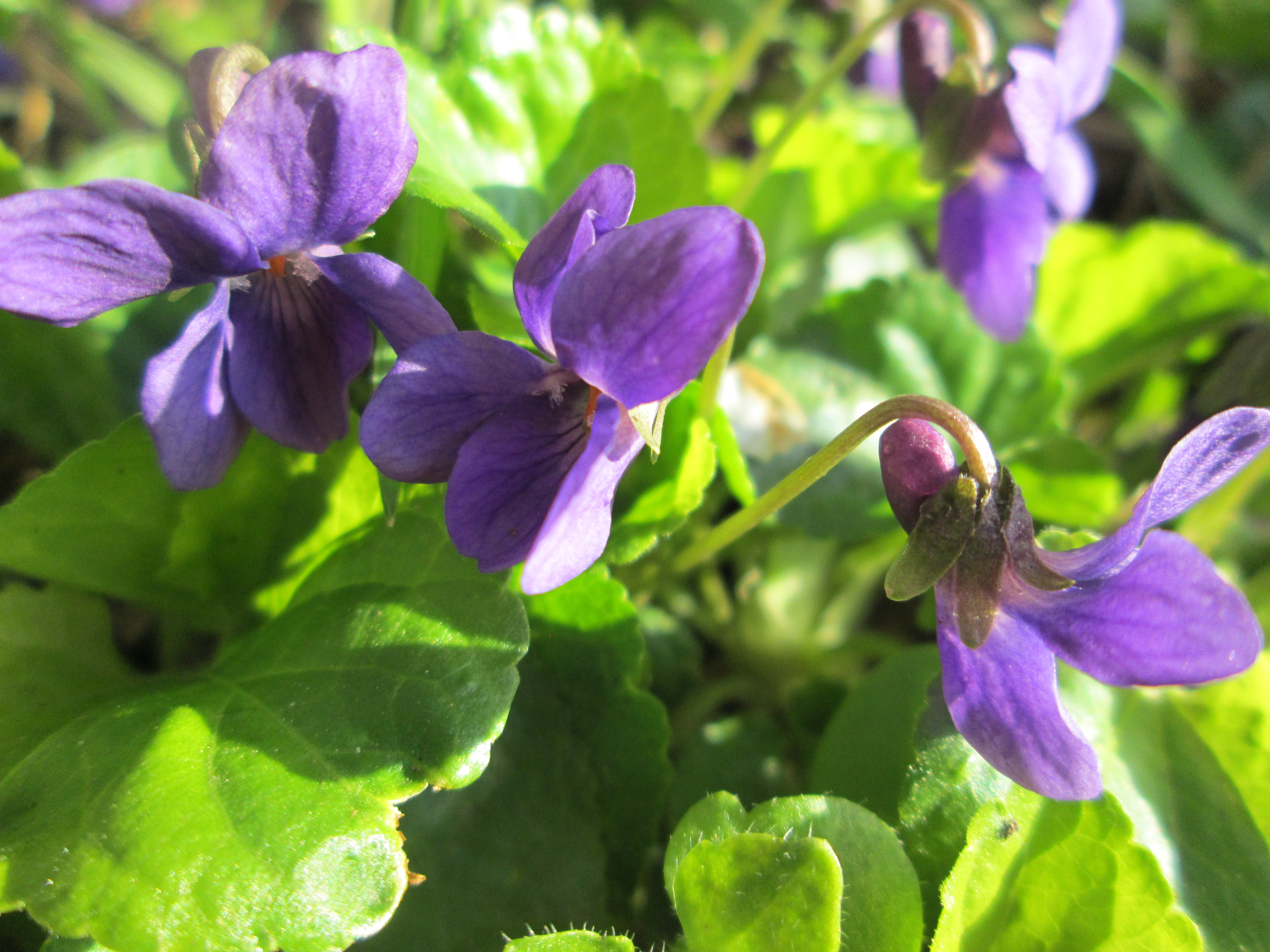
Wohlriechendes Veilchen